# 선양 고궁
선양고궁(瀋陽故宮)은 중국의 랴오닝성 선양 선허구에 남아 있는 후금 시대의 정궁이자 청나라 시대의 별궁이다. 1625년에 지어졌으며, 3명의 청나라 황제들이 1644년까지 거주했다. 중국에서 황실이 무너진 이후, 박물관으로 그 용도가 바뀌었고, 2004년 베이징의 고궁과 함께 세계문화유산에 등록되었다.

## 역사
선양 고궁은 1625년 후금의 건국자인 누르하치에 의해 지어졌다. 1631년, 그의 뒤를 이은 홍타이지가 궁전에 추가적인 건물군들을 배치하였다. 대체적으로 자금성의 형식을 따랐으나, 만주 지역의 전통과 몽고족, 티베트 양식이 혼합되어 있다. 후에 청나라가 명나라를 멸망시키고 천하의 패권을 차지하자, 선양고궁은 정궁으로서의 지위를 잃고 별궁으로 남게 되었다. 1780년에, 건륭제가 궁궐을 확장하였고, 당시 청나라 황제들은 선양고궁에서 일정 기간 동안 머무는 관례가 있었다.
베이징 고궁과 함께 보존 상태가 좋은 청나라 시대 중국 황제의 황궁이고, 그 규모는 베이징 고궁의 12분의 1이다. 1961년에 중화인민공화국의 전국중점문물 보호단위로 지정되었다. 2004년에 유네스코의 세계문화유산으로 베이징과 선양의 명·청조 황궁에 추가등록 되었다. 현재는 선양고궁박물관으로 일반 공개되고 있다.

## 건축물
궁궐은 크게 동원, 중원, 서원으로 나눌 수 있다.

### 동원
동원은 선양고궁 내에서도 지어진 역사가 가장 긴 건축물로 주로 누르하치 시대에 사용된 건축물이고, 주요 건물은 대정전이나 죄를 재판하는 십왕정이 있다. 홍타이지의 시대에는 행사 때 밖에 사용되지 않게 되었다. 대정전은 동원의 정전에서 팔각형을 하고 있어, 세계 유일의 건축양식으로 이동식 텐트를 흉내내고 있다. 정면 2개의 기둥은 황제의 상징인 황룡이 휘감고 있다. 죄를 재판하는 십왕정은 우의정에 해당하는 우익왕과 태정관의 장관에 해당하는 좌익왕의 집무실과 팔기가 각각의 건물을 차지하고 있으며, 대정전의 광장을 중심으로 각각 좌우에 있다. 특히 동원의 중심 건물인 대정전은 고궁의 정전으로 누르하치와 홍타이지, 순치제가 모두 이곳에서 즉위하였다.

### 중원
중원은 선양고궁 내에서도 홍타이지 시대의 건물에서, 주된 건물에는 숭정전, 청녕궁, 봉황누각이 있다. 숭정전은 중원의 정전에서, 홍타이지의 집무실이다. 봉황누각은 선양고궁 중에서도 가장 높은 건축물로 3층으로 되어 있다. 3층 누각은 황제가 술을 마시면서 달을 보았다고 한다. 청녕궁은 황제와 황후의 침실과 측실의 침실 4동이 연달아 있어 황제와 그 가족의 생활공간이었다.

### 서원
서원은 청의 입관 후에 별궁으로서 추가로 지어진 건물이다.「사고전서」를 둘 수 있었던 문소각이 있다.

## 같이 보기
- 중국의 세계유산
- 동경성
- 성경성
- 후금